# Midgham
Midgham è un villaggio e parrocchia civile dell'Inghilterra, appartenente alla contea del Berkshire.